# Kateryna Serdiuk
Kateryna Velerivna Serdiuk (en ucraniano: Катерина Валеріївна Сердюк; Járkov, URSS, 22 de enero de 1983) es una deportista ucraniana que compitió en tiro con arco, en la modalidad de arco recurvo.
Participó en los Juegos Olímpicos de Sídney 2000, obteniendo una medalla de plata en la prueba por equipo (junto con Nataliya Burdeina y Olena Sadovnycha). Ganó una medalla de bronce en el Campeonato Europeo de Tiro con Arco al Aire Libre de 2002, en la misma prueba.

## Palmarés internacional
| Juegos Olímpicos                 | Juegos Olímpicos   | Juegos Olímpicos  | Juegos Olímpicos |
| Año                              | Lugar              | Medalla           | Prueba           |
| -------------------------------- | ------------------ | ----------------- | ---------------- |
| 2000                             | Sídney (Australia) | Medalla de plata  | Equipo           |
| Campeonato Europeo al Aire Libre |                    |                   |                  |
| Año                              | Lugar              | Medalla           | Prueba           |
| 2002                             | Oulu (Finlandia)   | Medalla de bronce | Equipo           |